# 천보 (당)
천보(天寶, 742년 ~ 756년 7월)는 당나라(唐) 현종(玄宗) 이융기(李隆基)의 세번째 연호이자 마지막 연호이다. 14년 7개월 동안 사용되었다. 현종이 숙종(肅宗)에게 양위한 후에 지덕(至德)으로 개원할 때까지 사용하였다. 현종의 연호인 개원(開元)과 함께 지칭하여 개천(開天)이라고 불리기도 한다. 연호의 년(年)을 재(載)로 바꿔서 표기하기 시작한 연호이다.

## 개원
- 개원(開元) 30년 1월 1일[1](742년 2월 10일)에 연호를 천보(天寶)로 개원함.[2][3][4][5]

- 천보(天寶) 15재 7월 12일[6](756년 8월 12일)에 연호를 지덕(至德)으로 개원함.[7][8][9][5]

## 주요 사건
- 천보 원년(742년) 정월, 평로절도사(平盧節度使)를 나눠 설치하고 안록산(安禄山)을 임명.
- 천보 원년(742년)에 당조 천하의 주(州)를 군(郡)으로 고쳤다(군이 중국 역사에서 정식 행정명으로 사용된 마지막 사례).
- 천보 3년(744년) 정월 병신 초하루(1월 20일), 연호의 년(年)을 재(載)로 바꿔서 표기하기 시작하였다.
- 천보 3재(744년), 양옥환이 현종의 후궁으로 입궁하고 2년 만인 8월에 귀비(貴妃)로 책봉되다.
- 천보 4재(745년), 돌궐이 내분으로 쇠퇴하고 나머지 무리는 회흘(回纥)의 회인가한(懷仁可汗)에 소멸. 이후 회흘은 옛 돌궐의 땅을 차지하고 새로이 당 왕조 북방의 강대한 세력으로 성장하다.
- 천보 6재(747년), 고구려 유민 출신의 당의 무장 고선지(高仙芝)가 토번(吐蕃)에 붙은 소발률(小勃律)을 정복해 왕을 사로잡았다. 이 공으로 고선지는 안서절도사(安西節度使)가 된다.
- 천보 10재(751년), 당의 안서절도사 고선지가 이끄는 당군, 탈라스 전투에서 이슬람 압바스 왕조에 대패한다.
- 천보 14재(755년), 안사의 난이 일어나 동도 낙양(洛陽)이 함락되다.
- 천보 15재(756년) 6월, 숙종(肅宗)이 즉위, 연호를 지덕(至德)으로 바꾸다.

## 연대 대조표
| 천보       | 원년       | 2년        | 3재        | 4재        | 5재        | 6재        | 7재        | 8재        | 9재        | 10재       |
| 서기(西紀) | 742년      | 743년      | 744년      | 745년      | 746년      | 747년      | 748년      | 749년      | 750년      | 751년      |
| 간지(干支) | 임오(壬午) | 계미(癸未) | 갑신(甲申) | 을유(乙酉) | 병술(丙戌) | 정해(丁亥) | 무자(戊子) | 기축(己丑) | 경인(庚寅) | 신묘(辛卯) |
| 천보       | 11재       | 12재       | 13재       | 14재       | 15재       |            |            |            |            |            |
| 서기(西紀) | 752년      | 753년      | 754년      | 755년      | 756년      |            |            |            |            |            |
| 간지(干支) | 임진(壬辰) | 계사(癸巳) | 갑오(甲午) | 을미(乙未) | 병신(丙申) |            |            |            |            |            |

## 동시대 연호

### 한국
발해(渤海)
- 대흥(大興) (737년 ~ 793년)

### 중국
남조(南詔)
- 찬보종(贊普鍾) (752년 ~ 768년)

연(燕, 안사의 난)
- 성무(聖武) (756년 ~ 757년)

### 일본
- 덴표(天平) (729년 ~ 749년)
- 덴표칸포(天平感寶) (749년)
- 덴표쇼호(天平勝寶) (749년 ~ 757년)

## 매체 및 작품
- 한국의 만화가 윤지운의 만화 《파한집》의 배경은 천보 말년으로, 안사의 난이 일어나기 직전의 낙양을 무대로 한다.
- 일본의 소설가 나카지마 아쓰시(中島敦)의 소설 《산월기》(山月記)의 주인공 이징(李徴)이 진사(進士)로 급제한 것이 바로 이 「천보 말년」의 일로 그려지며, 그는 농서(隴西)의 이씨 출신으로 설정되어 있다.

## 같이 보기
- 다른 왕조의 같은 연호
  - 오월(吳越) 천보(天寶, 908년 ~ 912년)

- 중국의 연호 목록